# Club of Pioneers
Il Club of Pioneers (in it. Club dei Pionieri) è l'associazione riconosciuta ufficialmente dalla FIFA che raccoglie le società calcistiche più antiche di ciascuna federazione ad essa affiliata.

## Membri attuali
Aggiornato a gennaio 2025
| Club               | Data di fondazione | Federazione        | Confederazione |
| ------------------ | ------------------ | ------------------ | -------------- |
| Sheffield FC       | 24 ottobre 1857    | Inghilterra        | UEFA           |
| Wrexham            | 4 ottobre 1864     | Galles             | UEFA           |
| Queen's Park       | 9 luglio 1867      | Scozia             | UEFA           |
| KB                 | 24 ottobre 1878    | Danimarca          | UEFA           |
| San Gallo          | 19 aprile 1879     | Svizzera           | UEFA           |
| Koninklijke HFC    | 15 settembre 1879  | Paesi Bassi        | UEFA           |
| Cliftonville       | 20 settembre 1879  | Irlanda del Nord   | UEFA           |
| Anversa            | 1º gennaio 1880    | Belgio             | UEFA           |
| Savages            | 26 agosto 1882     | Sudafrica          | CAF            |
| Balgownie Rangers  | 16 giugno 1883     | Australia          | AFC            |
| HKFC               | 12 febbraio 1886   | Hong Kong          | AFC            |
| YC&AC              | 25 dicembre 1886   | Giappone           | AFC            |
| Académica          | 3 novembre 1887    | Portogallo         | UEFA           |
| North Shore Utd    | 1º gennaio 1887    | Nuova Zelanda      | OFC            |
| Örgryte            | 4 dicembre 1887    | Svezia             | UEFA           |
| BFC Germania 88    | 15 aprile 1888     | Germania           | UEFA           |
| Mohun Bagan        | 15 agosto 1889     | India              | AFC            |
| Recreativo Huelva  | 23 dicembre 1889   | Spagna             | UEFA           |
| St. George's       | 1º gennaio 1890    | Malta              | UEFA           |
| Albion             | 1º giugno 1891     | Uruguay            | CONMEBOL       |
| TB Tvøroyri        | 13 maggio 1892     | Fær Øer            | UEFA           |
| Santiago Wanderers | 15 agosto 1892     | Cile               | CONMEBOL       |
| Genoa              | 7 settembre 1893   | Italia             | UEFA           |
| Odd                | 31 marzo 1894      | Norvegia           | UEFA           |
| First Vienna       | 22 agosto 1894     | Austria            | UEFA           |
| Fola Esch          | 9 dicembre 1906    | Lussemburgo        | UEFA           |
| Botev Plovdiv      | 1912               | Bulgaria           | UEFA           |
| Ljuboten Tetovo    | 28 marzo 1919      | Macedonia del Nord | UEFA           |
| Sveikata           | 8 giugno 1919      | Lituania           | UEFA           |
| Voorwaarts         | 1º agosto 1919     | Suriname           | CONCACAF       |
| Al-Ittihad         | 4 gennaio 1927     | Arabia Saudita     | AFC            |
| Libertas           | 4 settembre 1928   | San Marino         | UEFA           |

## Pioneers Cup
Il Club of Pioneers nato nel 2013, organizza ogni anno la triangolare Pioneers Cup che è stata organizzata per la prima volta nel 2013 che vede partecipanti squadre dei tifosi dei diversi club accompagnate da "vecchie glorie".